# Strix fulvescens
Strix fulvescens е вид птица от семейство Совови (Strigidae).

## Разпространение
Видът е разпространен в Гватемала, Мексико, Салвадор и Хондурас.